# Apprendimento ancorato
L'apprendimento ancorato è un paradigma didattico basato sulle tecnologie, che prevede la soluzione di problemi (problem solving) attraverso l'uso di ancore, ovvero indizi presi da contesti reali e rappresentativi di problemi autentici. Uno degli aspetti importanti dell'apprendimento ancorato è che lo studente non deve semplicemente risolvere il problema indicato, ma riflettere anche sui processi di pensiero necessari per arrivare alla soluzione.
Tale paradigma didattico è stato sviluppato dal Gruppo Cognizione e Tecnologia (CTGV) dell'Università di Vanderbilt (Stati Uniti).
L'apprendimento ancorato utilizza il video come mezzo principale di rappresentazione dei problemi che lo studente deve risolvere. Ogni video è una narrazione che contiene non solo il problema ma anche tutti gli elementi da tenere in considerazione per la sua risoluzione. Queste narrazioni hanno una struttura reticolare che permette allo studente di seguire percorsi alternativi che lo porteranno ad individuare soluzioni alternative.
L'uso del video è diverso da quello del semplice documentario. Infatti attraverso il video il docente definisce un macrocontesto interessante, creando una storia che contiene gli elementi problematici e tutti gli strumenti necessari a risolverli. Allo studente è lasciato il compito di individuare le soluzioni.
L'apprendimento ancorato è un formato didattico fortemente interdisciplinare dal momento che per la soluzione del problema lo studente deve usare conoscenze che provengono da domini diversi. 

## Principi di design

### Formato Generativo
Il video fornisce un macro-contesto ed ha dei punti di divergenza (ad es. esistono più finali legati al percorso che lo studente ha scelto di seguire per risolvere un certo problema).

### Formato di rappresentazione basato sul video
È il formato principalmente usato nell'apprendimento ancorato. Esso si è rivelato molto utile, ad esempio, con chi ha difficoltà nella lettura. I filmati sono vividi, efficaci ed immediati. Permettono anche di inserire delle informazioni di background che lo studente può scegliere di approfondire a seconda del suo percorso didattico.

### Formato narrativo
Il video è progettato per descrivere personaggi, eventi, situazioni ecc. La vera novità, però, sta nel fornire allo studente il senso di realtà del problema, l'impressione di 'mettere le mani sulle cose'.

### Progettare dati embedded
Si tratta di dati contenuti nel formato. Tutto ciò che serve a risolvere il problema, sta nel video stesso.

### Complessità del problema
È difficile progettare il punto di equilibrio fra ciò che è autentico e un livello di ricchezza che consente di tenere alta l'attenzione. Uno degli obiettivi è evitare l'ipersemplificazione del problema, assegnandogli invece un certo livello di complessità anche se questo fosse superiore alle competenze attuali dei discenti. In questo modo si può attuare uno scambio dialogico in cui gli studenti si confrontano e si aiutano per risolvere insieme il problema.

### Collegamenti tra i curricula
Progettare un percorso fra più materie è certamente un obiettivo importante. L'uso di narrazioni individua dei punti di contatto fra le diverse materie, facendo sfumare quei confini che le separano l'una dall'altra.

### Progettare le ancore
Le ancore devono catturare l'immaginazione. Devono essere percepite come importanti da chi apprende e devono legittimare il contenuto disciplinare che implicano. Al tempo stesso devono sposarsi con i vari stili di apprendimento del target di utenza.